# جوزيف سميت
جوزيف سميت (بالهولندية: Joseph Smit)‏ هو فنان هولندي، ولد في 18 يوليو 1836 في ليسه في هولندا، وتوفي في 4 نوفمبر 1929 في Radlett ‏ في المملكة المتحدة.